# La Balme-les-Grottes
La Balme-les-Grottes is een gemeente in het Franse departement Isère (regio Auvergne-Rhône-Alpes). De plaats maakt deel uit van het arrondissement La Tour-du-Pin. La Balme-les-Grottes telde op 1 januari 2022 1.157 inwoners.  De plaats dankt haar naam aan de grot in de kalksteenrotsen, die sinds 1807 open is voor het publiek.

## Geografie
La Balme-les-Grottes is gelegen aan de Rhône. De oppervlakte van Janneyrias bedroeg op 1 januari 2022 14,61 vierkante kilometer; de bevolkingsdichtheid was toen 79,2 inwoners per km².

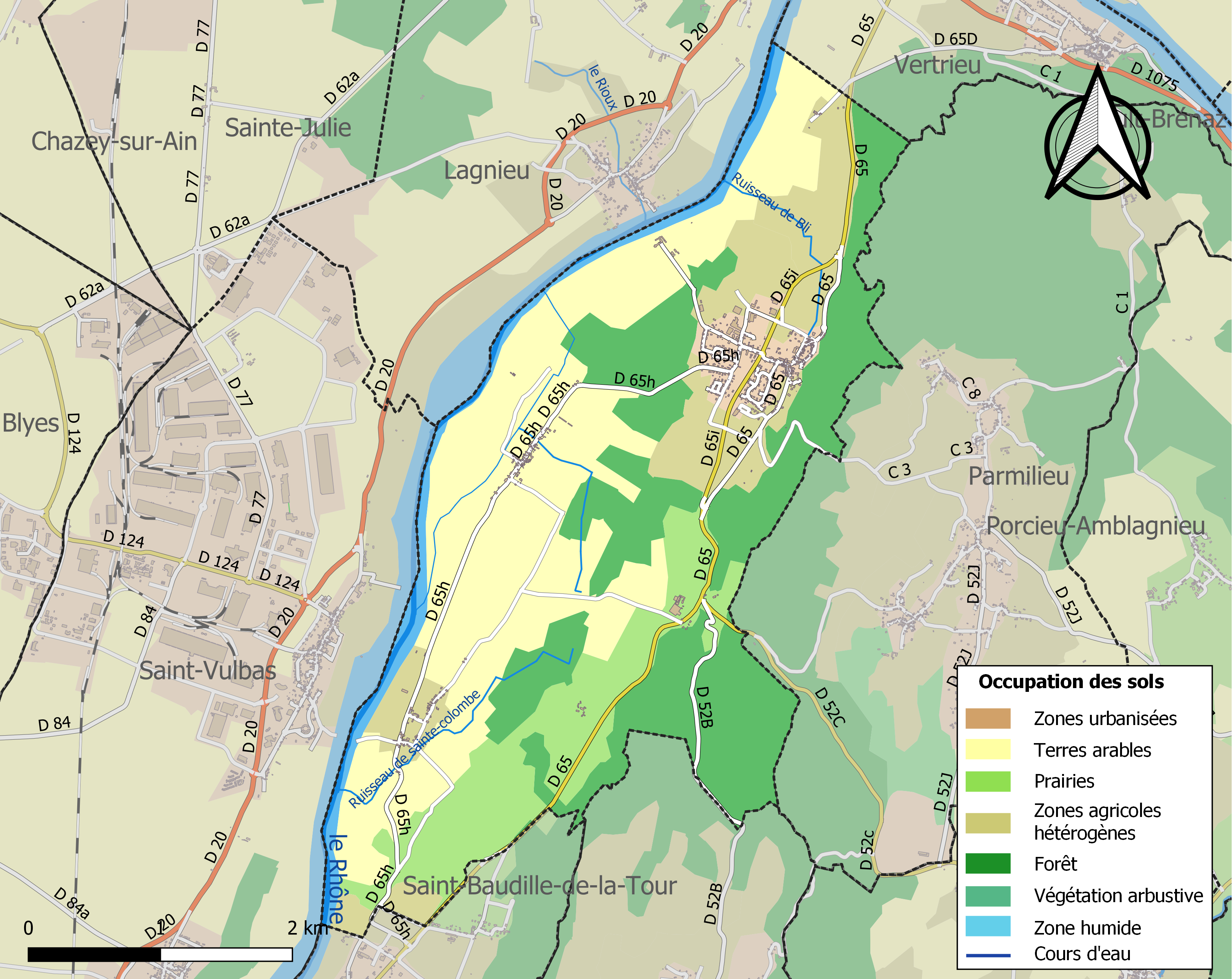
Kaart van de gemeente met de belangrijkste infrastructuur, bodemgebruik en omliggende gemeenten

## Demografie
De bevolking is vanaf de jaren 1980 gestegen door een instroom van stedelingen uit de nabijgelegen agglomeratie van Lyon.
Onderstaande figuur toont het verloop van het inwonertal (bron: INSEE-tellingen).